# Шукраян-1
Шукраян-1 (хинди: शुक्रयान-1, «Венерианский корабль-1») — миссия Индийской организации космических исследований (ISRO) для изучения поверхности Венеры и её атмосферы.
В 2017 году были выделены средства для завершения предварительных испытаний, и были объявлены заявки на приобретение инструментов. Орбитальный аппарат, в зависимости от его окончательной конфигурации, будет иметь полезную нагрузку примерно 100 кг при доступной мощности 500 Вт. Ожидается, что начальная эллиптическая орбита вокруг Венеры составит 500 км в перигее и 60 000 км в апогее.
По состоянию на февраль 2024 года запуск был запланирован на 29 марта 2028 года.

## Обзор
Основываясь на успехах Чандраяна и Мангальяна, ISRO изучает возможность будущих межпланетных миссий к Марсу и Венере, ближайшим соседям с Землей. Концепция миссии на Венеру была впервые представлена на космической встрече в Тирупати в 2012 году. Правительство Индии в своем бюджете на 2017—2018 годы увеличило бюджет Министерства космоса на 23 %. В разделе, посвященном космическим наукам, в бюджете упоминаются ассигнования на «Марсианский орбитальный аппарат II и полёт на Венеру» и после запроса на гранты в 2017—2018 годах было разрешено завершить предварительные исследования. С 2016 по 2017 год ISRO сотрудничал с JAXA для изучения атмосферы Венеры с использованием сигналов от Акацуки в радиозатменном эксперименте.
Три обширных исследовательских области, представляющих интерес для этой миссии, включают стратиграфию поверхности/подповерхностного слоя и процессы восстановления поверхности; второй: изучение химии атмосферы, динамики и вариаций состава, и третий: изучение солнечного излучения и взаимодействия солнечного ветра с ионосферой Венеры при изучении структуры, состава и динамики атмосферы.

## Положение дел
19 апреля 2017 года ISRO сделала «Объявление о возможностях» (AO) поиска предложений по научной полезной нагрузке от индийских научных кругов на основе общих спецификаций миссии. 6 ноября 2018 года ISRO сделала ещё одно «Объявление о возможностях», предложив международному научному сообществу предложения по полезной нагрузке. Доступная полезная нагрузка для научных исследований была увеличена от 100 кг до 175 кг, указанные в первом АО. По состоянию на конец 2018 года миссия Шукраян-1 находится на стадии изучения конфигурации, и ISRO не запрашивает полного одобрения правительства Индии. Директор IUCAA Сомак Райчаудхури в 2019 году заявил, что зонд, похожий на дрон, рассматривается как часть миссии.
В обновленной информации, предоставленной Комитету по декадной планетарной науке НАСА, учёный ISRO Т. Мария Антонита сказал, что запуск ожидается в декабре 2024 года. Она сказала, что есть резервная дата на 2026 год. По состоянию на ноябрь 2020 года ISRO отобрал 20 международных предложений, включая сотрудничество с Россией, Францией, Швецией и Германией. Шведский институт космической физики сотрудничает с ISRO для миссии Шукраян-1.

## Возможное сотрудничество с Францией
Космические агентства Индии (ISRO) и Франции (CNES) обсуждают возможность сотрудничества в этой миссии и совместной разработки технологий автономной навигации и аэродинамического торможения.
Кроме того, французский астрофизик Жак Бламон, имеющий опыт работы в программе «Вега», выразил У. Р. Рао интерес к использованию надутых воздушных шаров для изучения атмосферы Венеры. Как и в советских миссиях «Вега», аэростатные зонды можно было запускать с орбитального аппарата и проводить длительные наблюдения во время полета в относительно мягких верхних слоях атмосферы планеты. ISRO согласился рассмотреть предложение об использовании баллонного зонда, несущего 10 кг полезной нагрузки для изучения химического состава атмосферы на высоте до 55 км над поверхностью.

## Научные инструменты
Ожидается, что орбитальный аппарат будет нести научные инструменты на 100 кг, изготовленые Индией и другими странами. По состоянию на декабрь 2019 года, 16 индийских и 7 международных инструментов попали в предварительный список. Некоторые из них будут выбраны.

### Индийские приборы
- Venus L и S-диапазоны SAR
- VARTISS (ВЧ радар)
- VSEAM (коэффициент излучения поверхности)
- VTC (тепловизионная камера)
- VCMC (облачный мониторинг)
- LIVE (датчик молнии)
- ВАСП (спектрополяриметр)
- SPAV (солнечная затменная фотометрия)
- NAVA (тепловизор Airglow)
- РАВИ (RO Эксперимент) *
- ETA (электронный анализатор температуры)
- RPA (анализатор тормозящего потенциала)
- Масс-спектрометр
- VISWAS (Анализатор плазмы) *[29]
- VREM (Радиационная среда)
- SSXS (солнечный мягкий рентгеновский спектрометр)
- VIPER (детектор плазменных волн)
- VODEX (эксперимент с пылью)

* RAVI и VISWAS предлагаются в качестве сотрудничества с Германией и Швецией.

### Международные приборы
- Устройства терагерцового диапазона для генерации мощных радиолокационных импульсов. Предложено НАСА[30].

Два прибора из списка — российские, оба планируют исследовать атмосферу Венеры. Изготовлены в ИКИ РАН и в Московском физико-техническом институте:
- VIRAL: спектрометрический комплекс, Институт космических исследований, Москва и LATMOS, Франция[32].
- ИВОЛГА: спектрометр сверхвысокого разрешения на гетеродинном принципе для изучения структуры и динамики мезосферы Венеры.